# Delis Ortiz
Delis Ortiz (Cuiabá, 5 de julho de 1963) é uma jornalista brasileira. Foi correspondente internacional da TV Globo em Buenos Aires de 2011 a 2015. A partir de 2016 voltou ao posto de repórter em Brasília.
Antes de ser correspondente, Delis era uma das principais repórteres da TV Globo cobrindo as notícias de politica em Brasília nas edições do Jornal Nacional. Neste período era comum ela apresentar o Bom Dia Brasil em Brasília.

## Premiações
Em 2005 foi uma das vencedoras do VII Prêmio Imprensa Embratel, na edição 2004-2005, por conta de sua reportagem "Abuso Sexual Infantil", produzida para o Globo Repórter  Três anos depois, em 2008, concorreu ao "Troféu Mulher Imprensa", na categoria "Repórter de telejornal".

## Vida pessoal
Filha do venezuelano naturalizado brasileiro Alfredo Ortiz Redez e da enfermeira e contadora brasileira Zila Lima Ortiz, ambos já falecidos, Delis é mãe de Brenda e Bianca. A jornalista é membro da Igreja Presbiteriana do Planalto, em Brasília.